# Ázsiai tátogatógólya

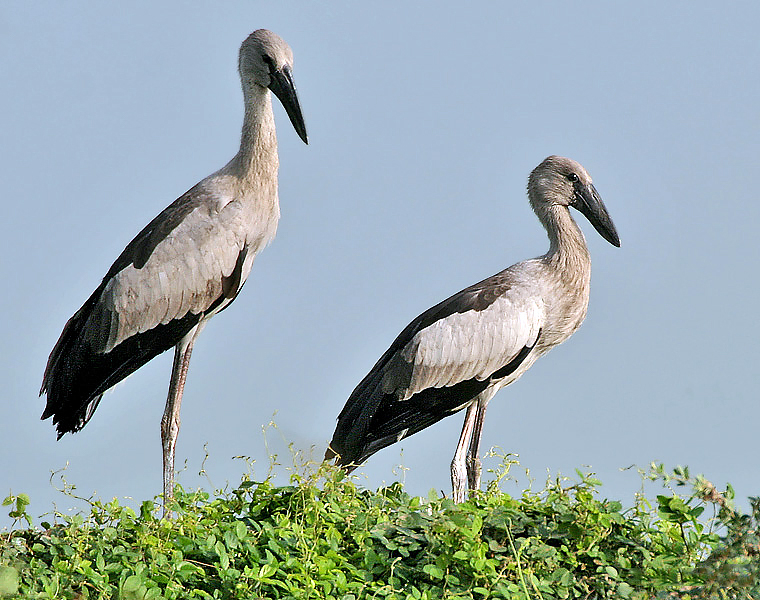

Az ázsiai tátogatógólya vagy ázsiai tátogatócsőrű gólya (Anastomus oscitans) a madarak (Aves) osztályának a gólyaalakúak (Ciconiiformes) rendjébe, ezen belül a gólyafélék (Ciconiidae) családjába tartozó faj.

## Előfordulása
Ázsia déli és délkeleti részén honos, a következő országok területén :
Pakisztán, India, Srí Lanka, Banglades, Nepál, Mianmar, Thaiföld, Kambodzsa, Laosz és Vietnám. Valószínű, hogy Bhután területén is előfordul, de ezt hivatalosan még nem igazolták.
Vizes élőhelyekhez, lassú folyású folyókhoz, tavakhoz, mocsarakhoz kötődő faj.

## Megjelenése
Kis testű faj a gólyafélék többségéhez képest, testhossza 68 centiméter. Jellemző jegye a szélesebb, végén sárgásba hajló csőre. Tollruhája piszkosfehér színű, a kifejlett madarak evezőtollainak hegye fekete.

## Életmódja
Az élelmét kisebb csapatokban kutatja fel. Tápláléka kisebb vízi élőlényekből, elsősorban puhatestűekből, csigákból és édesvízi kagylókból áll.

## Szaporodása
Csapatokban fészkel a part menti fákon, fészekalja 2–6 tojásból áll. A fészket a fiókák 50 nap elteltével hagyják el. Ebben az időben még nem látható csőrük felső részén a jellegzetes görbület, a csőr e tipikus alakja csak néhány év múlva alakul ki.